# Ihor Sakus
Ihor Myronowytsch Sakus (ukrainisch Ігор Миронович Закус, meist als Igor Zakus; * 6. März 1966 in Tscherwonohrad) ist ein ukrainischer Jazz- und Fusionmusiker (Bassgitarre, Komposition).

## Leben und Wirken
Sakus wuchs in Tscherwonohrad in der Oblast Lwiw auf und lernte klassische Oboe. Als Oboist schloss er sein Studium an der Musikhochschule und der Musikakademie von Lwiw ab, war aber bereits als Bassgitarrist tätig.
Sakus gründete seine erste Band Fest, die 1999 das Album In the Circle of Friends vorlegte. 2003 veröffentlichte er unter eigenem Namen sein Album Присвяти, dem 2006  Here Was Zakus folgte. Im Februar 2007 wurde Zakus künstlerischer Leiter und Mitbegründer des Projekts JazzKolo. Mit seiner Z-Band entstand 2007 das Album Zakus Was Here Live, dem drei weitere Alben folgten. Mit Nataliya Lebedeva und Alex Fantayev unterhielt er ein kollaboratives Trio, das die Alben Paints und Medium Cool veröffentlichte.
Mit Vladimir Shabaltas spielte Sakus in dessen Vsh-Ensemble und auch in dessen Quartett. Außerdem nahm er mit dem Natalia Lebedeva Trio die Alben Paints (2006) und Medium Cool (2008) auf. Weiterhin begleitete er Popstars wie Taisia Povaliy oder die Mädchenband VIA Gra. Auch hat er mit Yuliya Roma („Heartbeats“), Oksana Bilozir und Iryna Bilyk zusammengearbeitet.